# Премия L’Oréal — ЮНЕСКО «Для женщин в науке»
Премия Л’Ореаль — ЮНЕСКО «Для женщин в науке» (англ. L’Oréal-UNESCO Awards for Women in Science) — премия, целью которой является улучшение позиций женщин в науке путём признания заслуг выдающихся исследовательниц, внёсших вклад в науку. Награда является результатом сотрудничества между французской косметической компанией L'Oréal и ЮНЕСКО и заключается в гранте в 100 000 долларов США для каждого лауреата.
Каждый год международное жюри выбирает победителей по регионам: Африка и Средний Восток, Азиатско-тихоокеанский регион, Европа, Латинская Америка и Карибы, Северная Америка (с 2000 года).
В рамках этого же партнёрства предоставляются двухлетние стипендии — UNESCO-L’Oréal International Fellowships — сумма которых составляет 40 000 долларов, предоставляемые 15 молодым исследовательницам, занимающимся образцовыми и перспективными исследовательскими проектами.

## Обладательницы
| Год  | Лауреаты                            | Страна / Регион                                   | Обоснование |
| ---- | ----------------------------------- | ------------------------------------------------- | --- |
| 1998 | Грейс Оладуни Тейлор                | Африка и Арабские страны, Нигерия                 | за вклад в эпидемиологию сердечно-сосудистых заболеваний в Африке |
| 1998 | Мьон Хи-Ю                           | Азиатско-Тихоатлантический регион, Южная Корея    | за исследование фолдинга белков и его связи с заболеваниями человека |
| 1998 | Паскаль Коссар                      | Европа, Франция                                   | за прояснение механизмов, благодаря которым патогенные бактерии разрушают иммунную защиту |
| 1998 | Глория Монтенегро                   | Латинская Америка, Чили                           | за борьбу за использование современной науки для защиты растительных экосистем |
| 2000 | Валери Мизрахи                      | Африка и Арабские страны, Южная Африка            | за вклад в борьбу с туберкулёзом и другими инфекционными заболеваниями |
| 2000 | Цунеко Оказаки                      | Азиатско-Тихоатлантический регион, Япония         | за открытие молекулярного механизма полунепрерывной репликации ДНК |
| 2000 | Маргарита Салас                     | Европа, Испания                                   | за фундаментальный вклад в понимание механизма репликации ДНК |
| 2000 | Евгения Мария дель Пино Вейнтимилла | Латинская Америка, Эквадор                        | за оригинальные исследования древесных сумчатых лягушек (англ. Amphignathodontidae) и усилия по охране природы Галапагосских островов |
| 2000 | Джоан Чори                          | Северная Америка, США                             | за прояснение механизмов реакции растений на свет |
| 2001 | Адейника Глэдис Фалузи              | Африка и Арабские страны, Нигерия                 | за молекулярно-генетическую идентификацию и классификацию наследственных заболеваний крови в Африке |
| 2001 | Сьюзан Кори                         | Азиатско-Тихоатлантический регион, Австралия      | за вклад в понимание генетических основ лимфомы и других онкологических заболеваний человека |
| 2001 | Энн Макларен                        | Европа, Великобритания                            | за открытия в репродуктивной биологии, которые открыли путь для ассистированной репродукции человека |
| 2001 | Майяна Затц                         | Латинская Америка, Бразилия                       | за вклад в патологию, диагностику и лечение наследственных нервно-мышечных заболеваний |
| 2001 | Джоан Стейц                         | Северная Америка, США                             | за открытие структуры малых РНК, их биологических функций и роли в развитии заболеваний |
| 2002 | Нагва Мегуид                        | Африка и Арабские страны, Египет                  | за планомерные генетические исследования синдрома Дауна и других неврологических заболеваний в средиземноморском регионе |
| 2002 | Индира Нат                          | Азиатско-Тихоатлантический регион, Индия          | за фундаментальный вклад в патогенез, профилактику и лечение лепры |
| 2002 | Мэри Озборн                         | Европа, Германия                                  | за развитие иммунофлуоресцентной микроскопии как метода исследования структуры цитоскелета |
| 2002 | Ана Мария Лопез-Коломе              | Латинская Америка, Мексика                        | за открытие молекулярных механизмов зрения и возможных патологических нарушений в них |
| 2002 | Ширли Тильгмен                      | Северная Америка, Канада, США                     | за открытие геномного импринтинга и его роли в эмбриональном развитии |
| 2003 | Каримат Аль-Сайед                   | Африка и Арабские страны, Египет                  | за работу в области исследования роста кристаллов, в том числе почечных камней |
| 2003 | Фанхуа Ли                           | Азиатско-Тихоатлантический регион, Китай          | за открытие новой техники электронной микроскопии |
| 2003 | Айше Эрзан                          | Европа, Турция                                    | за теоретическую работу в области построения древовидных структур |
| 2003 | Мариана Вайсман                     | Латинская Америка, Аргентина                      | за теоретические исследования новых форм углерода |
| 2003 | Джоанна Левель Сенгерс              | Северная Америка, США                             | за эксперименты по критической опалесценции в жидкостях |
| 2004 | Дженнифер Томсон                    | Африка и Арабские страны, Южная Африка            | за создание трансгенных растений, устойчивых к вирусным инфекциям, засухе и другим факторам риска |
| 2004 | Лусия Мендонса Превиато             | Латинская Америка, Бразилия                       | за достижения в понимании, лечении и профилактике болезни Чагаса |
| 2004 | Филиппа Маррак                      | Северная Америка, США                             | за описание роли Т-лимфоцитов в иммунной системе и открытие суперантигенов |
| 2004 | Нэнси Ип                            | Азиатско-Тихоатлантический регион, Китай          | за открытия в области молекулярного контроля роста, дифференцировки и формирования синапсов в нервной системе |
| 2004 | Кристина Пети                       | Европа, Франция                                   | за исследование генетических дефектов, ведущих к наследственной глухоте и другим нарушениям в функционировании сенсорных систем |
| 2005 | Зохра Бен Лахдар                    | Африка и Арабские страны, Тунис                   | за эксперименты и моделирование в области инфракрасной спектроскопии и её применение в медицине и исследовании загрязнения окружающей среды |
| 2005 | Фумико Ёнэдзава                     | Азиатско-Тихоатлантический регион, Япония         | за пионерскую теорию и компьютерное моделирование в области исследования аморфных полупроводников и жидких металлов |
| 2005 | Доминика Ланжевин                   | Европа, Франция                                   | за фундаментальные исследования детергентов, эмульсий и пен |
| 2005 | Белита Койле                        | Латинская Америка, Бразилия                       | за инновационные исследования электронов в веществах с неупорядоченной структурой, таких как стекло |
| 2005 | Мириам Сарачик                      | Северная Америка, США                             | за важные эксперименты по электрической проводимости и переходам между металлами и диэлектриками |
| 2006 | Хабиба Бухамед Шаабуни              | Африка и Арабские страны, Тунис                   | за вклад в анализ и профилактику наследственных заболеваний |
| 2006 | Дженнифер Грейвс                    | Азиатско-Тихоатлантический регион, Австралия      | за изучение эволюции геномов млекопитающих |
| 2006 | Кристина ван Брукховен              | Европа, Бельгия                                   | за генетические исследования болезни Альцгеймера и других нейродегенеративных заболеваний |
| 2006 | Эстер Озорко                        | Латинская Америка, Мексика                        | за открытие механизма инфицирования амёбами и способов контроля за ним в тропических областях |
| 2006 | Памела Бьоркман                     | Северная Америка, США                             | за открытие того, как иммунная система распознаёт мишени |
| 2007 | Амина Гуриб-Факим                   | Африка и Арабские страны, Маврикий                | за исследование и анализ растений Маврикия и их биомедицинское применение |
| 2007 | Лигия Гаргалло                      | Латинская Америка, Чили                           | за вклад в понимание свойств полимеров в растворах |
| 2007 | Милдред Дресселгауз                 | Северная Америка, США                             | «За её исследования материалов в твёрдом агрегатном состоянии, включая концептуализацию создания углеродных нанотрубок.» |
| 2007 | Маргарет Бримбл                     | Азиатско-Тихоатлантический регион, Новая Зеландия | за вклад в искусственный синтез сложных природных соединений, в частности токсина моллюсков |
| 2007 | Татьяна Максимовна Бирштейн         | Европа, Россия                                    | за вклад в понимание форм, размеров и движения больших молекул |
| 2008 | Лихад Аль-Газали                    | Африка и Арабские страны, ОАЭ                     | за вклад в характеристику наследственных заболеваний |
| 2008 | В. Нарри Ким                        | Азиатско-Тихоатлантический регион, Южная Корея    | за прояснение механизмов образования молекул РНК нового класса, вовлечённых в регуляцию экспрессии генов |
| 2008 | Ада Йонат                           | Европа, Израиль                                   | за исследования структуры аппарата биосинтеза белка и подавления его работы под действием антибиотиков |
| 2008 | Ана Белен Эльгойен                  | Латинская Америка, Аргентина                      | за вклад в понимание молекулярных основ слуха |
| 2008 | Элизабет Блэкбёрн                   | Северная Америка, США                             | за открытие природы и способов поддержания структур на концах хромосом и их роли в развитии рака и старении |
| 2009 | Тебелло Нёконг                      | Африка и Арабские страны                          | за работу по использованию света для лечения рака и очистки окружающей среды |
| 2009 | Акико Кобаяси                       | Азиатско-Тихоатлантический регион                 | «for her contribution to the development of molecular conductors and the design and synthesis of a single-component molecular metal» |
| 2009 | Афина М. Дональд                    | Европа                                            | «за её работу по разгадке тайн физики сыпучих материалов, от цемента до крахмала» |
| 2009 | Беатрис Барбуй                      | Латинская Америка                                 | за изучение химического состава старых звёзд и его значения для формирования и эволюции галактик |
| 2009 | Евгения Кумачева                    | Северная Америка                                  | за исследование фундаментальных и прикладных свойств полимеров, включая создание концепции и разработку новых материалов |
| 2010 | Рашика Эль Риди                     | Африка и Арабские страны                          | за прокладывание пути в направлении создания вакцины против тропической болезни шистосомоза |
| 2010 | Лурдес Д. Круз                      | Азиатско-Тихоатлантический регион                 | за открытие токсинов морских улиток, которые могут использоваться как обезболивающие средства и как фармакологические пробы для исследования функционирования мозга |
| 2010 | Анн Дежан-Ассема                    | Европа                                            | за прояснение молекулярных и клеточных механизмов, лежащих в основе развития определённых типов злокачественных новообразований человека |
| 2010 | Алехандра Браво                     | Латинская Америка                                 | за исследование механизма действия бактериального токсина, который может использоваться как относительно безопасный для окружающей среды инсектицид |
| 2010 | Элейн Фукс                          | Северная Америка                                  | за открытие стволовых клеток кожи и ключевых процессов развития, поддержания и восстановления кожи |
| 2011 | Фаиза Аль-Харафи                    | Африка и Арабские страны                          | за значительный вклад в электрохимию и особенно в исследования коррозии и катализа |
| 2011 | Вивиан Уинг-Уах Ям                  | Азиатско-Тихоатлантический регион                 | за исследования в области фотоэлектронных материалов и разработку инновационных методов в использовании солнечной энергии |
| 2011 | Анн Л’Юилье                         | Европа                                            | за работы по созданию сверхбыстрой камеры для регистрацмм событий длительностью в аттосекунды (выдержка в одну миллиардную долю секунды). |
| 2011 | Сильвия Торрес-Пеймберт             | Латинская Америка                                 | за фундаментальный вклад в исследования туманностей, которые привели в лучшему пониманию химической эволюции галактик и Вселенной |
| 2011 | Джиллиан Бэнфилд                    | Северная Америка                                  | за исследования в области поведения бактерий и материалов в экстремальных условиях, могущих существовать на Земле и в окружающей среде. |
| 2012 | Джилл Фаррант                       | Африка и Арабские страны                          | за прояснение механизмов, благодаря которым растения преодолевают условия засухи |
| 2012 | Ингрид Шеффер                       | Азиатско-Тихоатлантический регион                 | за идентификацию генов, вовлечённых в некоторые формы эпилепсии |
| 2012 | Фрэнсис Эшкрофт                     | Европа                                            | за открытие АТФ-чувствительного калиевого канала, связывающего метаболизм глюкозы и секрецию инсулина, и его роли в неонатальном сахарном диабете |
| 2012 | Сусана Лопес                        | Латинская Америка                                 | за прояснение механизма ротавирусной инфекции |
| 2012 | Бонни Басслер                       | Северная Америка                                  | за открытие химических сигналов и механизмов, которые бактерии используют для коммуникации и координирования группового поведения |
| 2013 | Франсиска Ннека Океке               | Африка и Арабские страны                          | За её значительный вклад в понимание ежедневных колебаний ионных потоков в верхних слоях атмосферы, которые могут способствовать нашему пониманию изменения климата. |
| 2013 | Рэйко Курода                        | Азиатско-Тихоатлантический регион                 | За открытие функциональной важности различий между левосторонними и правосторонними молекулами, что имеет широкое применение, включая исследования нейродегенеративных заболеваний, таких как болезнь Альцгеймера. |
| 2013 | Пратибха Лаксман Гай-Бойес          | Европа                                            | За гениальную модификацию своего электронного микроскопа, позволяющую наблюдать за химическими реакциями, происходящими на поверхностных атомах катализаторов, что поможет ученым в разработке новых лекарств или новых источников энергии. |
| 2013 | Марсия Барбоса                      | Латинская Америка                                 | За открытие одной из особенностей воды, которая может привести к лучшему пониманию того, как происходят землетрясения и как сворачиваются белки, что важно для лечения болезней. |
| 2013 | Дебора Джин                         | Северная Америка                                  | За то, что первой удалось охладить молекулы настолько, что она могла наблюдать за химическими реакциями в замедленном темпе, что может помочь в дальнейшем понимании молекулярных процессов, важных для медицины или новых источников энергии. |
| 2014 | Сегенет Келему                      | Африка и Арабские страны                          | за исследование того, как микроорганизмы, живущие в симбиозе с кормовыми травами, могут улучшить свою способность противостоять болезням и адаптироваться к окружающей среде и изменению климата. |
| 2014 | Каё Инаба                           | Азиатско-Тихоатлантический регион                 | за её критические открытия, касающиеся механизмов, запускаемых иммунной системой, когда она сталкивается с такой угрозой, как вирус или бактерия, или аномальными клетками, такими как раковые клетки |
| 2014 | Бриджит Киффер                      | Европа                                            | за её решительную работу над механизмами мозга, связанными с болью, психическими заболеваниями и наркоманией |
| 2014 | Сесилия Бузат                       | Латинская Америка                                 | за её вклад в наше понимание того, как клетки мозга общаются между собой и с мышцами |
| 2014 | Лори Глимчер                        | Северная Америка                                  | за обнаружение ключевых факторов, участвующих в контроле иммунного ответа (T-bet) при аллергиях, аутоиммунных, инфекционных и злокачественных заболеваниях |
| 2015 | Раджа Шеркауи Эль Мурсли            | Африка и Арабские страны                          | За её ключевой вклад в одно из величайших открытий в физике: доказательство существования бозона Хиггса, частицы, ответственной за создание массы во Вселенной. |
| 2015 | Се И                                | Азиатско-Тихоатлантический регион                 | За её значительный вклад в сольвотермальную химию неорганических твердых тел на наноуровне, особенно в нетрадиционных полупроводниковых материалах и графеноподобных структурах толщиной в несколько атомов. |
| 2015 | Кэрол Робинсон                      | Европа                                            | За её новаторскую работу в области масс-спектрометрии макромолекул и новаторскую структурную биологию газовой фазы путем исследования структуры и реакционной способности отдельных белков и белковых комплексов, включая мембранные белки. |
| 2015 | Таиса Сторчи Бергманн               | Латинская Америка                                 | За выдающуюся работу о сверхмассивных черных дырах в центрах галактик и связанных с ними областях плотного газа, пыли и окружающих их молодых звезд, а также об их роли в эволюции галактик |
| 2015 | Молли Шойхет                        | Северная Америка                                  | За её новаторскую работу в области передовой лазерной фотохимии для создания трехмерных рисунков в гидрогелях, позволяющих регенерировать нервную ткань. |
| 2016 | Куарраиша Абдул Карим               | Африка и Арабские страны                          | За выдающийся вклад в профилактику и лечение ВИЧ и связанных с ним инфекций, значительно улучшивший качество жизни женщин в Африке |
| 2016 | Чен Хуалань                         | Азиатско-Тихоатлантический регион                 | За выдающиеся исследования в области биологии вируса птичьего гриппа, приведшие к разработке и использованию эффективной вакцины. |
| 2016 | Эмманюэль Шарпантье                 | Европа                                            | За революционное открытие, совместно с профессором Дженнифер Даудной, универсальной техники редактирования ДНК для «перезаписи» дефектных генов у людей и других живых организмов, открывающей огромные новые возможности для лечения и даже лечения болезней. |
| 2016 | Андреа Гамарник                     | Латинская Америка                                 | За её основополагающие открытия о том, как вирусы, переносимые комарами, размножаются и вызывают заболевания человека, в частности, лихорадку Денге. |
| 2016 | Дженнифер Даудна                    | Северная Америка                                  | За революционное открытие, совместно с профессором Эммануэль Шарпантье, универсальной техники редактирования ДНК для «перезаписи» дефектных генов у людей и других живых организмов, открывающей огромные новые возможности для лечения и даже лечения болезней. |
| 2017 | Нивин Хашаб                         | Африка и Арабские страны                          | За разработку новых наночастиц, которые могут улучшить раннее выявление заболеваний. |
| 2017 | Мишель Симмонс                      | Азиатско-Тихоатлантический регион                 | Для новаторских сверхбыстрых квантовых компьютеров |
| 2017 | Никола Спалдин                      | Европа                                            | За новое изобретение магнитных материалов для электронных устройств нового поколения |
| 2017 | Мария Тереса Руис                   | Латинская Америка                                 | За её вклад в изучение множества тусклых небесных объектов, скрытых во тьме Вселенной. |
| 2017 | Бао Чжэнань                         | Северная Америка                                  | За изобретение электронных материалов, вдохновленных кожей |
| 2018 | Хизер Зар                           | Африка и Арабские страны                          | За создание передовой исследовательской программы в области пневмонии, туберкулеза и астмы, которая спасла жизни многих детей во всем мире. |
| 2018 | Чжан Мимань                         | Азиатско-Тихоатлантический регион                 | За её новаторскую работу по летописи окаменелостей, позволившую понять, как водные позвоночные приспособились к жизни на суше. |
| 2018 | Кэролайн Дин                        | Европа                                            | За её новаторское исследование того, как растения адаптируются к окружающей среде и изменению климата, что привело к новым способам улучшения урожая. |
| 2018 | Эми Тереза Остин                    | Латинская Америка                                 | За выдающийся вклад в понимание экологии наземных экосистем в естественных и изменённых человеком ландшафтах. |
| 2018 | Джанет Россант                      | Северная Америка                                  | За выдающиеся исследования, которые помогли нам лучше понять, как формируются ткани и органы в развивающемся эмбрионе. |
| 2019 | Наджат Салиба                       | Африка и Арабские страны                          | за её новаторскую работу по выявлению канцерогенных агентов и других токсичных загрязнителей воздуха на Ближнем Востоке |
| 2019 | Маки Каваи                          | Азиатско-Тихоатлантический регион                 | за её новаторскую работу по манипулированию молекулами на атомном уровне с целью преобразования материалов и создания инновационных материалов |
| 2019 | Вуазен, Клэр                        | Европа                                            | за выдающуюся работу по алгебраической геометрии |
| 2019 | Карен Астрид Холберг                | Латинская Америка                                 | за разработку передовых вычислительных подходов, позволяющих ученым понять физику квантовой материи |
| 2019 | Добеши, Ингрид                      | Северная Америка                                  | за исключительный вклад в цифровую обработку изображений и обработки сигналов, предоставление стандартных и гибких алгоритмов сжатия данных |
| 2020 | Абла Мехио Сибай                    | Африка и Арабские страны                          | за её новаторское исследование и защиту интересов здорового старения в странах с низким и средним уровнем дохода и их влияние на программы здравоохранения и социальной политики |
| 2020 | Фирдауси Кадри                      | Азиатско-Тихоатлантический регион                 | за её выдающуюся работу по пониманию и предотвращению инфекционных заболеваний, поражающих детей в развивающихся странах, а также по продвижению ранней диагностики и вакцинации с глобальным воздействием на здоровье |
| 2020 | Хёрд, Эдит                          | Европа                                            | За её фундаментальные открытия, касающиеся механизмов, управляющих эпигенетическими процессами, которые позволяют млекопитающим регулировать правильную экспрессию генов и необходимы для жизни |
| 2020 | Эсперанса Мартинес-Ромеро           | Латинская Америка                                 | за её новаторскую работу по использованию экологически чистых бактерий для поддержки роста растений с целью повышения продуктивности сельского хозяйства и сокращения использования химических удобрений |
| 2020 | Ансет, Кристи                       | Северная Америка                                  | за выдающийся вклад в объединение инженерии и биологии для разработки инновационных биоматериалов, которые помогают регенерации тканей и доставке лекарств |
| 2021 | Джейн Кэтрин Нгила                  | Африка и Арабские страны                          | за внедрение, разработку и применение аналитических методов на основе нанотехнологий для мониторинга загрязнителей воды. Её новаторская работа имеет жизненно важное значение для развития экологически устойчивого управления водными ресурсами |
| 2021 | Кёко Нодзаки                        | Азиатско-Тихоатлантический регион                 | за её новаторский творческий вклад в области синтетической химии и его важность для промышленных инноваций. Её исследования привели к новым, высокоэффективным и экологически безопасным производственным процессам для производства молекул, полезных для медицины и устойчивого сельского хозяйства |
| 2021 | Комб, Франсуаза                     | Европа                                            | за выдающийся вклад в астрофизику, который варьируется от открытия молекул в межзвездном пространстве до суперкомпьютерного моделирования образования галактик. Её работа сыграла решающую роль в нашем понимании рождения и эволюции звезд и галактик, включая роль сверхмассивных черных дыр в галактических центрах |
| 2021 | Дикенштейн, Алисия                  | Латинская Америка                                 | за выдающийся вклад в развитие математических инноваций за счет использования алгебраической геометрии в области молекулярной биологии. Её исследования позволяют ученым понять структуру и поведение клеток и молекул даже в микроскопическом масштабе. Работая на стыке чистой и прикладной математики, она установила важные связи с физикой и химией и позволила биологам получить глубокое структурное понимание биохимических реакций и ферментативных сетей. |
| 2021 | Гольдвассер, Шафи                   | Северная Америка                                  | за её новаторскую и фундаментальную работу в области компьютерных наук и криптографии, необходимую для безопасной связи через Интернет, а также для совместного использования частных данных. Её исследования оказали значительное влияние на наше понимание больших классов проблем, для которых компьютеры не могут эффективно найти даже приблизительные решения                                                                                                 |
| 2022 | Агнес Бинагвахо                     | Африка и Арабские страны                          | за решающую роль в создании новой системы общественного здравоохранения для наиболее уязвимых слоев населения в Африке |
| 2022 | Ху Хайлань                          | Азиатско-Тихоатлантический регион                 | за важные открытия в области нейробиологии |
| 2022 | Мария Анхела Ньето Толедано         | Европа                                            | за фундаментальные открытия в области дифференцировки клеток во время эмбрионального развития |
| 2022 | Мария Тирадо                        | Латинская Америка                                 | за новаторскую работу по улучшению понимания и лечения лихорадки денге |
| 2022 | Карико, Каталин                     | Северная Америка                                  | за выдающийся вклад в развитие технологии матричной РНК |
| 2023 | Сюзана Нуньес                       | Африка и Арабские страны                          | за выдающиеся заслуги в разработке инновационных мембранных фильтров для достижения высокоэффективного химического разделения с меньшим углеродным следом |
| 2023 | Лидия Моравска                      | Азиатско-Тихоатлантический регион                 | за исследования в области загрязнения воздуха и его воздействия на здоровье человека и окружающую среду, с особым акцентом на атмосферные твердые частицы |
| 2023 | Фрэнсис Кирван                      | Европа                                            | за выдающуюся работу в области чистой математики, сочетающую геометрию и алгебру для разработки методов понимания классификации геометрических объектов |
| 2023 | Анамария Фонт                       | Латинская Америка                                 | за важный вклад в теоретическую физику элементарных частиц, в частности, в изучение теории струн |
| 2023 | Авив Регев                          | Северная Америка                                  | за новаторскую работу по применению математики и информатики для революционизации клеточной биологии |